# Абрахам Шлядковски
Абра̀хам Ян Я̀цек Шлядко̀вски (на полски: Abraham Jan Jacek Śladkowski) е полски римокатолически духовник от XVII век, титулярен китроски епископ (1622 – 1643) и викарен епископ на Хелмската епархия.

## Биография
Роден е около 1581 година в Хелм, Жечпосполита, в шляхтишко семейство, герб Новѝна. Присъединява се към Доминиканския орден и около 1612 година е ръкоположен за свещеник. На 2 май 1622 година римският папа Григорий XV го назначава за титулярен китроски епископ и за викарен епископ на Хелмската епископия. Ръкоположен е за епископ от хелмския епископ Мачей Лубенски. Епископ Абрахам умира в 1643 година в Хелм.